# Portoscuso
Portoscuso là một đô thị ở tỉnh Sud Sardegna trong vùng Sardegna, có cự ly khoảng 75 km về phía tây của Cagliari và khoảng 14 km về phía tây bắc của Carbonia.
Portoscuso giáp các đô thị: Carbonia, Gonnesa, San Giovanni Suergiu.